# Horch
«Horch» (ˈhɔrç) — немецкая автомобилестроительная компания, основанная немецким инженером Августом Хорьхом, специализировавшаяся на создании одноимённых автомобилей, в том числе и «премиум-класса».

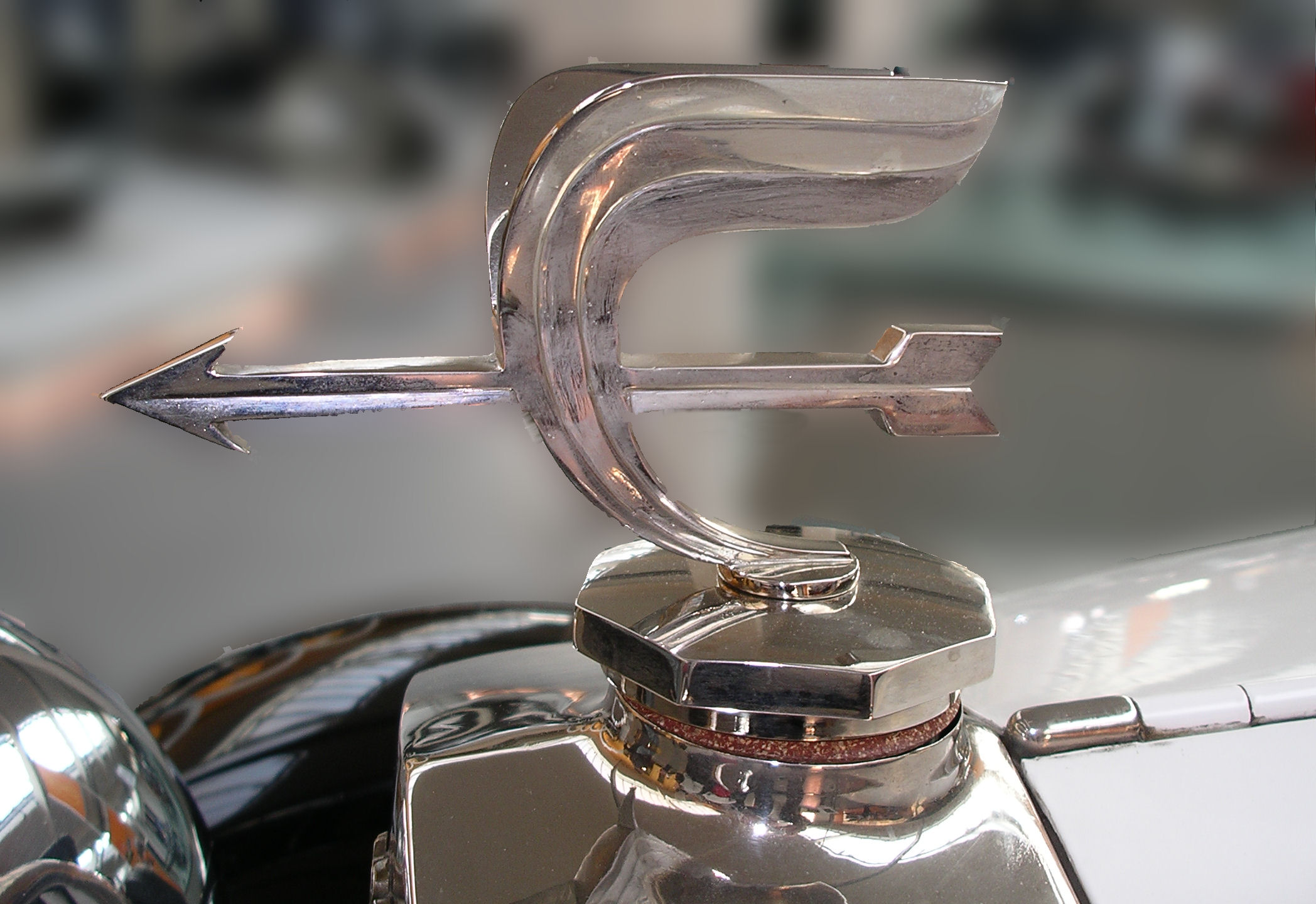
Старая фигурка на капоте 1924

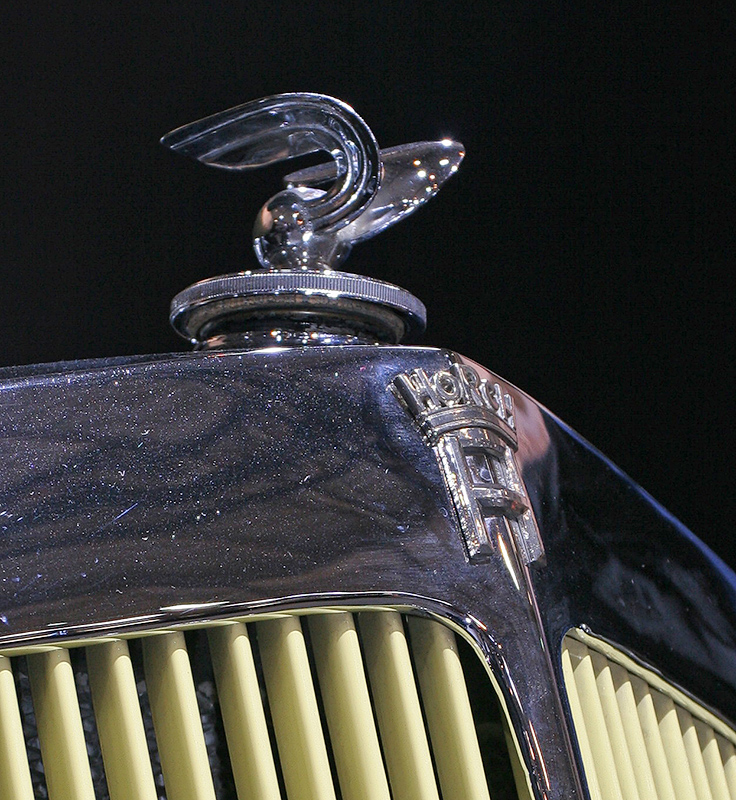
Фигурка на капоте и логотип «Horch»

## История
Август Хорьх окончил Саксонский технический университет в Митвайде. Сперва получил место в компании Карла Бенца в Мангейме (отдел моторостроения), а позже возглавил отдел конструирования автомобилей. Свою собственную фирму «Horch & Cie. Motorwagen Werke» Хорьх основал 14 ноября 1899 года в городе Кёльне
10 мая 1904 года в Цвиккау фирма была перерегистрирована под названием «August Horch & Cie. Motorwagenwerke AG».
В 1930—1940-х годах входила, вместе с другими немецкими фирмами Wanderer, Audi и DKW, в состав концерна Auto Union.
Многие люди на территории бывшего СССР ошибочно полагают, что Horch — старое название фирмы «Audi». Отечественные журналисты, даже специализированных изданий, несколько десятилетий тиражировали это заблуждение. Horch — не Audi и не «Ауто Унион», это одна из четырёх фирм (Horch, Wanderer, DKW, Audi), создавших ещё одну в 1932 году — Auto Union («Автомобильный союз»). Причём все четыре учредителя имели право (и должны были) носить знаменитые четыре кольца Auto Union, означавшие союз этих четырёх фирм. То есть каждое кольцо означало одну компанию. Audi — это всего лишь одно кольцо Auto Union.
В разное время после войны фирмы Horch, Wanderer и DKW прекратили своё существование, а фирма Audi отказалась от своей первоначальной эмблемы (единичка — значит «Первый»), но оставила себе разрекламированные четыре кольца концерна Auto Union, убрав надпись Auto Union с колец.
И Horch, и Audi последовательно основал один человек — Август Хорьх. Дело в том, что в 1910 году из-за финансово-правового конфликта с акционерами компании «August Horch Automobilwerke GmbH» сам Хорьх был вынужден уйти из фирмы, носящей его фамилию, и основать совершенно другую компанию — Audi.
В названиях двух автомобилестроительных компаний, основанных одним человеком, прослеживается игра слов: императив «Horch!» на простонародном немецком диалекте значит «Слушай!». Audi — то же самое по-латыни.
Во время Второй мировой войны компания «Horch» выпускала и военную автотехнику (офицерские и штабные автомобили, внедорожники, пожарные машины и др.).
В СССР автомобили Horch попали уже как трофеи (то есть захваченные во время войны) или в качестве репараций.
Многие известные люди Германии и СССР владели автомобилями фирмы Horch. Например, у Маршала Советского Союза Г. К. Жукова было несколько подобных трофейных машин.

### После войны
После войны завод Horch в Цвиккау оказался в советской оккупационной зоне, а затем в ГДР. В 1948 году был построен опытный образец легкового автомобиля представительского класса с понтонным кузовом Horch 930S. Предприятие было национализировано и переименовано в Народное Предприятие «Хорьх Цвиккау» (VEB Horch Zwickau) и вошло в состав объединения производителей транспортных средств в ГДР (IFA). Основной задачей нового предприятия стало производство грузовых автомобилей. Ещё в 1947 году на заводе было налажено производство трёхтонного грузового автомобиля Horch H3, который был разработан на основе довоенного перспективного грузовика Auto Union A1500. В 1949 году началось производство трактора RS01 и нового грузовика H3A. К середине 50-х завод выпускал грузовики средней грузоподъёмности и армейские джипы. В 1953 году на предприятии вернулись к теме представительских легковых автомобилей. В 1956 году началось производство легкового автомобиля Horch P240. В мае 1958 года предприятие было переименовано в Народное Предприятие «Заксенринг» (VEB Sachsenring Automobilwerke), а все автомобили, выпускавшиеся заводом, были переименованы в «Заксенринг». Так марка Horch прекратила своё существование как часть компаний Auto Union.

### Новейшая история

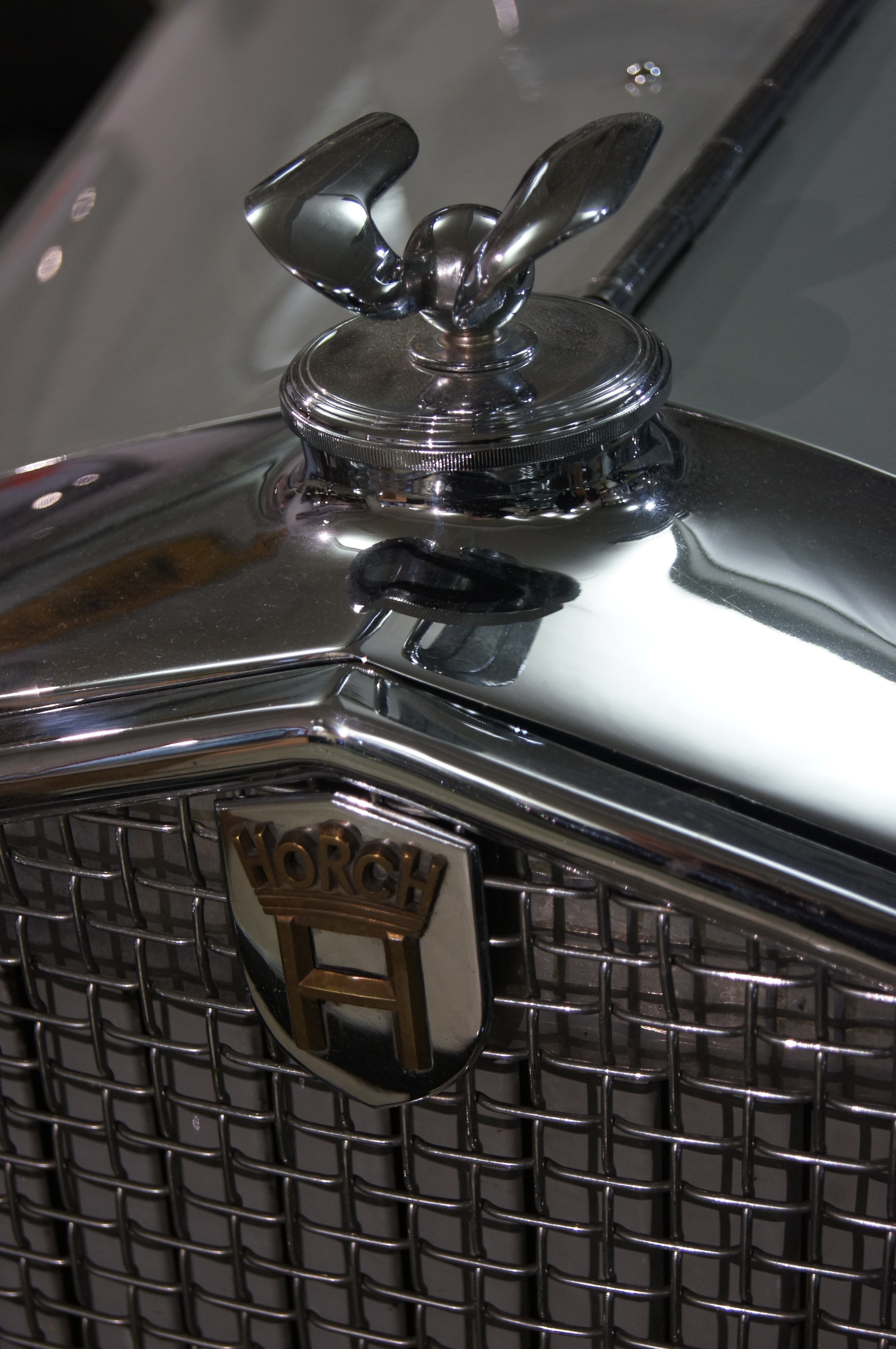
Логотип

В начале 2021 года появились слухи о том, что Audi планирует возродить марку Horch, и использовать её как приставку в названии особо роскошных модификаций своей модели А8, которые подтвердились официально 30 октября 2021 г. В Audi заявили, что ноябре 2021 года, на автосалоне в Гуанчжоу, будет официально представлен новый Audi A8L Horch. В духе главного конкурента в лице Mercedes-Benz S600 Maybach, седан получил решётку радиатора с вертикальными ламелями, расширенную хромированную отделку, оригинальные колёсные диски и фирменные логотипы на ступицах и задних дверях — в виде буквы Н. Главная особенность A8L Horch — увеличенная на 130 мм колесная база дaже по сравнению с длинной версией. Стоимость модели пока не озвучена.

## Модельный ряд (легковые автомобили)
| Тип                                     | Годы выпуска | Тип двигателя, к-во цилиндров | Рабочий объём   | Мощность                    | Макс. скорость, км/ч |
| --------------------------------------- | ------------ | ----------------------------- | --------------- | --------------------------- | -------------------- |
| 4-15 PS                                 | 1900-1903    | рядный, 2                     |                 | 2.9-3.7 кВт (4-5 л. с.)     | 60                   |
| 10-16 PS                                | 1902-1904    | рядный, 2                     |                 | 7.4-8.8 кВт (10-12 л. с.)   | 62                   |
| 22-30 PS                                | 1903         | рядный, 4                     | 2,725 см³       | 16.2-18.4 кВт (22-25 л. с.) |                      |
| 14-20 PS                                | 1905-1910    | рядный, 4                     | 2,270 см³       | 10.3-12.5 кВт (14-17 л. с.) |                      |
| 18/25 PS                                | 1904-1909    | рядный, 4                     | 2,725 см³       | 16.2 кВт (22 л. с.)         |                      |
| 23/50 PS                                | 1905-1910    | рядный, 4                     | 5,800 см³       | 29 кВт (40 л. с.)           | 100                  |
| 26/65 PS                                | 1907-1910    | рядный, 6                     | 7,800 см³       | 44 кВт (60 л. с.)           | 120                  |
| 25/60 PS                                | 1909-1914    | рядный, 4                     | 6.395 см³       | 40 кВт (55 л. с.)           | 110                  |
| 10/30 PS                                | 1910-1911    | рядный, 4                     | 2,660 см³       | 18.4 кВт (25 л. с.)         |                      |
| K (12/30 PS)                            | 1910-1911    | рядный, 4                     | 3,177 см³       | 20.6 кВт (28 л. с.)         | 75                   |
| 15/30 PS                                | 1910-1914    | рядный, 4                     | 2,608 см³       | 22 кВт (30 л. с.)           | 80                   |
| H (17/45 PS)                            | 1910-1919    | рядный, 4                     | 4,240 см³       | 33 кВт (45 л. с.)           |                      |
| 6/18 PS                                 | 1911-1920    | рядный, 4                     | 1,588 см³       | 13.2 кВт (18 л. с.)         |                      |
| 8/24 PS                                 | 1911-1922    | рядный, 4                     | 2,080 см³       | 17.6 кВт (23 л. с.)         | 70                   |
| O (14/40 PS)                            | 1912-1922    | рядный, 4                     | 3,560 см³       | 29 кВт (40 л. с.)           | 90                   |
| Pony (5/14 PS)                          | 1914         | рядный, 4                     | 1,300 см³       | 11 кВт (15 л. с.)           |                      |
| 25/60 PS                                | 1914-1920    | рядный, 4                     | 6,395 см³       | 44 кВт (60 л. с.)           | 110                  |
| 18/50 PS                                | 1914-1922    | рядный, 4                     | 4,710 см³       | 40 кВт (55 л. с.)           | 100                  |
| S (33/80 PS)                            | 1914-1922    | рядный, 4                     | 8,494 см³       | 59 кВт (80 л. с.)           |                      |
| 10 M 20 (10/35 PS)                      | 1922-1924    | рядный, 4                     | 2,612 см³       | 25.7 кВт (34 л. с.)         | 80                   |
| 10 M 25 (10/50 PS)                      | 1924-1926    | рядный, 4                     | 2,612 см³       | 37 кВт (50 л. с.)           | 95                   |
| 8 Typ 303/304 (12/60 PS)                | 1926-1927    | рядный, 8                     | 3,132 см³       | 44 кВт (60 л. с.)           | 100                  |
| 8 Typ 305/306 (13/65 PS)                | 1927-1928    | рядный, 8                     | 3,378 см³       | 48 кВт (65 л. с.)           | 100                  |
| 8 Typ 350/375/400/405 (16/80 PS)        | 1928-1931    | рядный, 8                     | 3,950 см³       | 59 кВт (80 л. с.)           | 100                  |
| 8 3 ltr. Typ 430                        | 1931-1932    | рядный, 8                     | 3,009-3,137 см³ | 48 кВт (65 л. с.)           | 100                  |
| 8 4 ltr. Typ 410/440/710                | 1931-1933    | рядный, 8                     | 4,014 см³       | 59 кВт (80 л. с.)           | 100-110              |
| 8 4,5 ltr. Typ 420/450/470/720/750/750B | 1931-1935    | рядный, 8                     | 4,517 см³       | 66 кВт (90 л. с.)           | 115                  |
| 8 5 ltr. Typ 480/500/500A/500B/780/780B | 1931-1935    | рядный, 8                     | 4,944 см³       | 74 кВт (100 л. с.)          | 120                  |
| 12 6 ltr. Typ 600/670                   | 1931-1934    | V12                           | 6,021 см³       | 88 кВт (120 л. с.)          | 130-140              |
| 830                                     | 1933-1934    | V8                            | 3,004 см³       | 51 кВт (70 л. с.)           | 110-115              |
| 830B                                    | 1935         | V8                            | 3,250 см³       | 52 кВт (72 л. с.)           | 115                  |
| 830Bk                                   | 1935-1936    | V8                            | 3,517 см³       | 55 кВт (75 л. с.)           | 115-120              |
| 850/853                                 | 1935-1937    | рядный, 8                     | 4,944 см³       | 74 кВт (100 л. с.)          | 125-130              |
| 830BL/930V                              | 1937-1938    | V8                            | 3,517 см³       | 60 кВт (82 л. с.)           | 120-125              |
| 830BL/930V                              | 1938-1940    | V8                            | 3,823 см³       | 67.6 кВт (92 л. с.)         | 125-130              |
| 851/853/855/951/951A/853A/              | 1937-1940    | рядный, 8                     | 4,944 см³       | 90 кВт (120 л. с.)          | 125-140              |

## Галерея

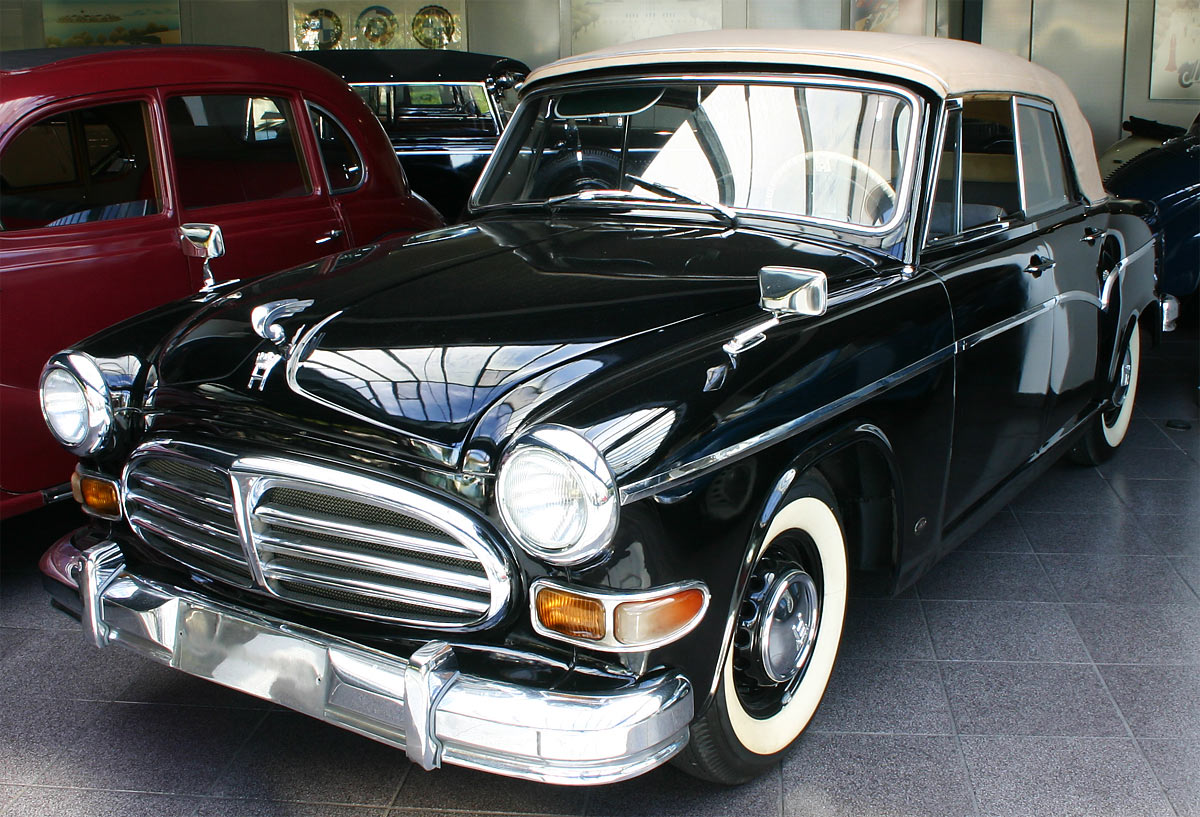
Auto Union - Horch P240
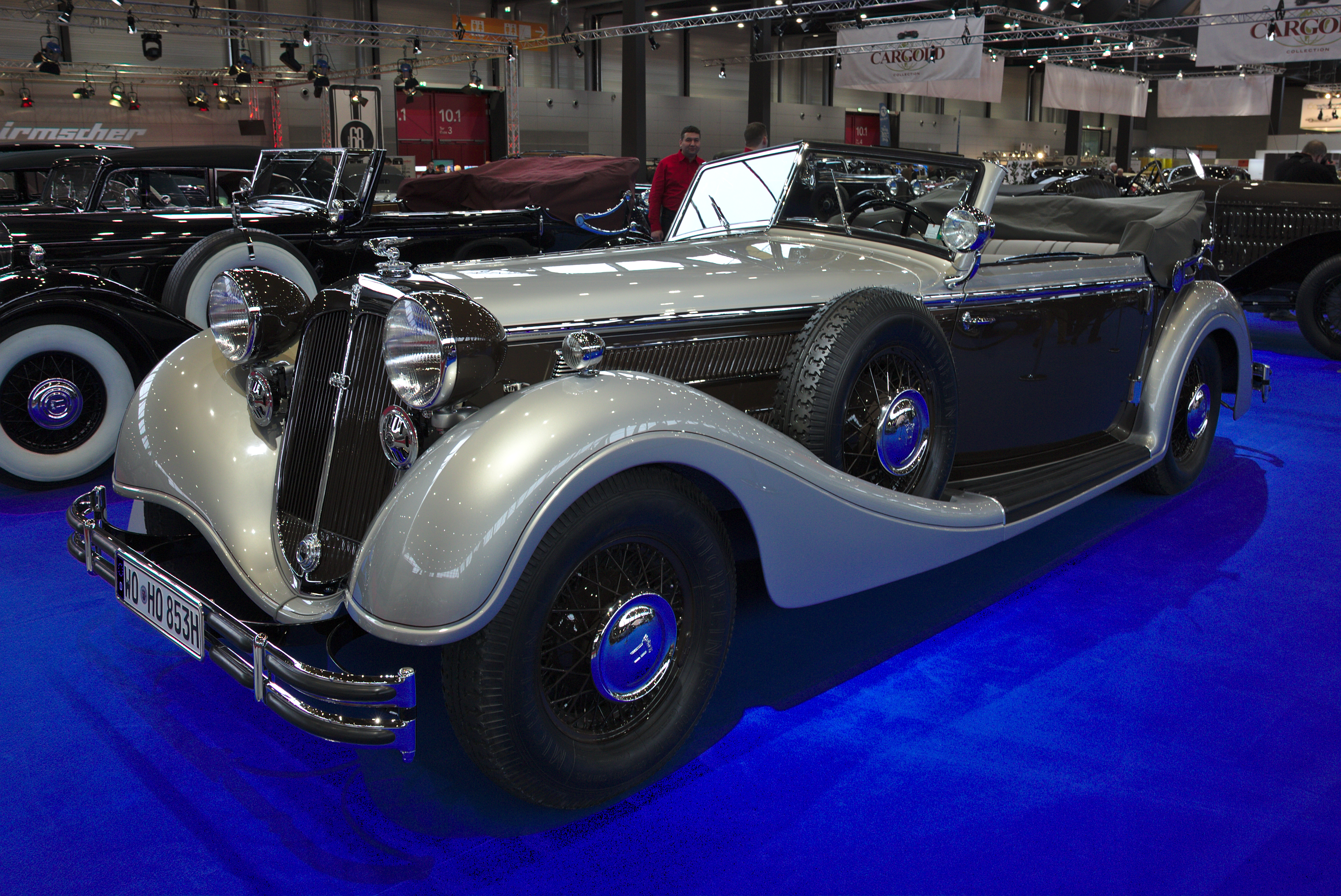
Horch 853 A Cabriolet (1939)
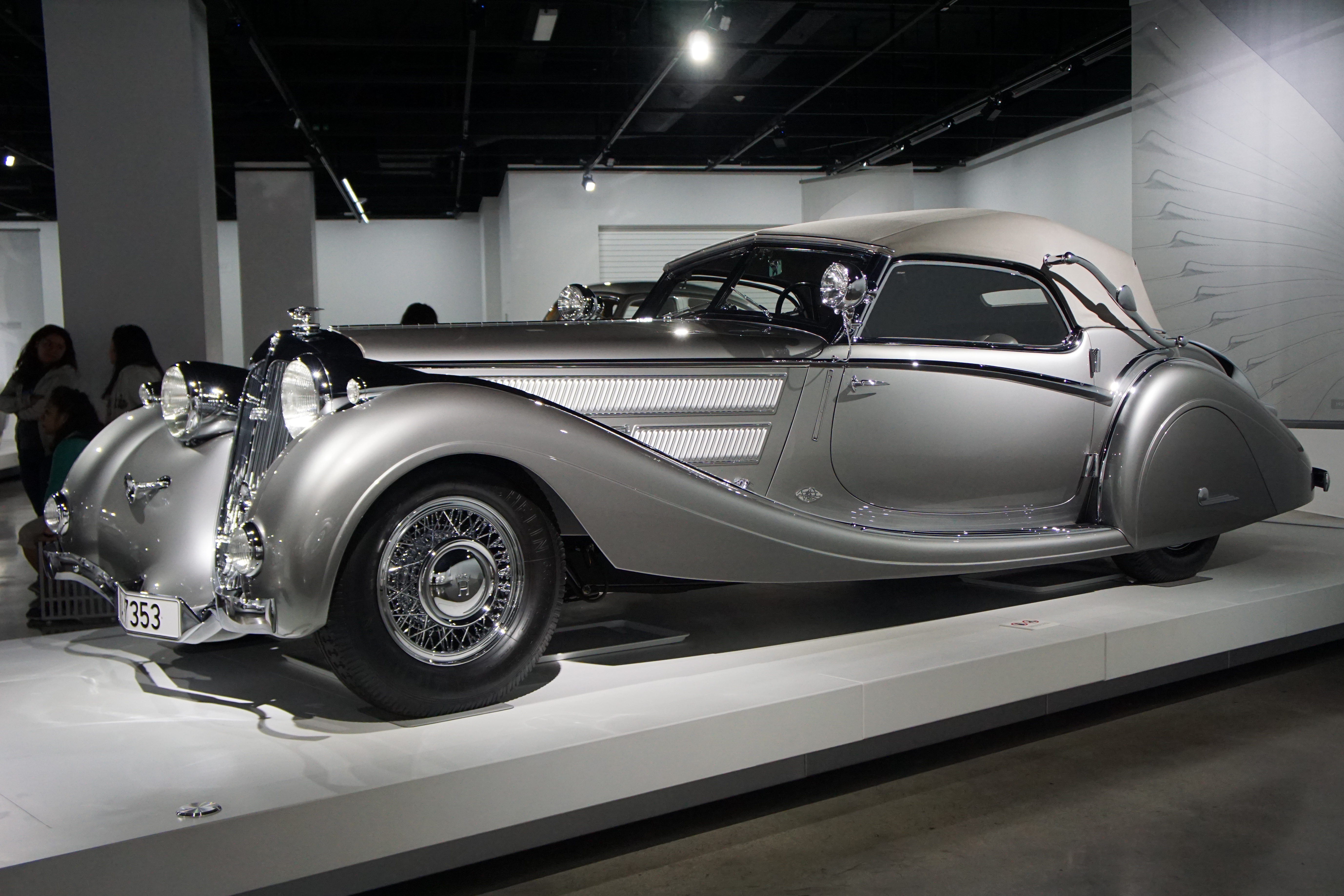
Horch 853 Voll & Ruhrbeck Sport Cabriolet
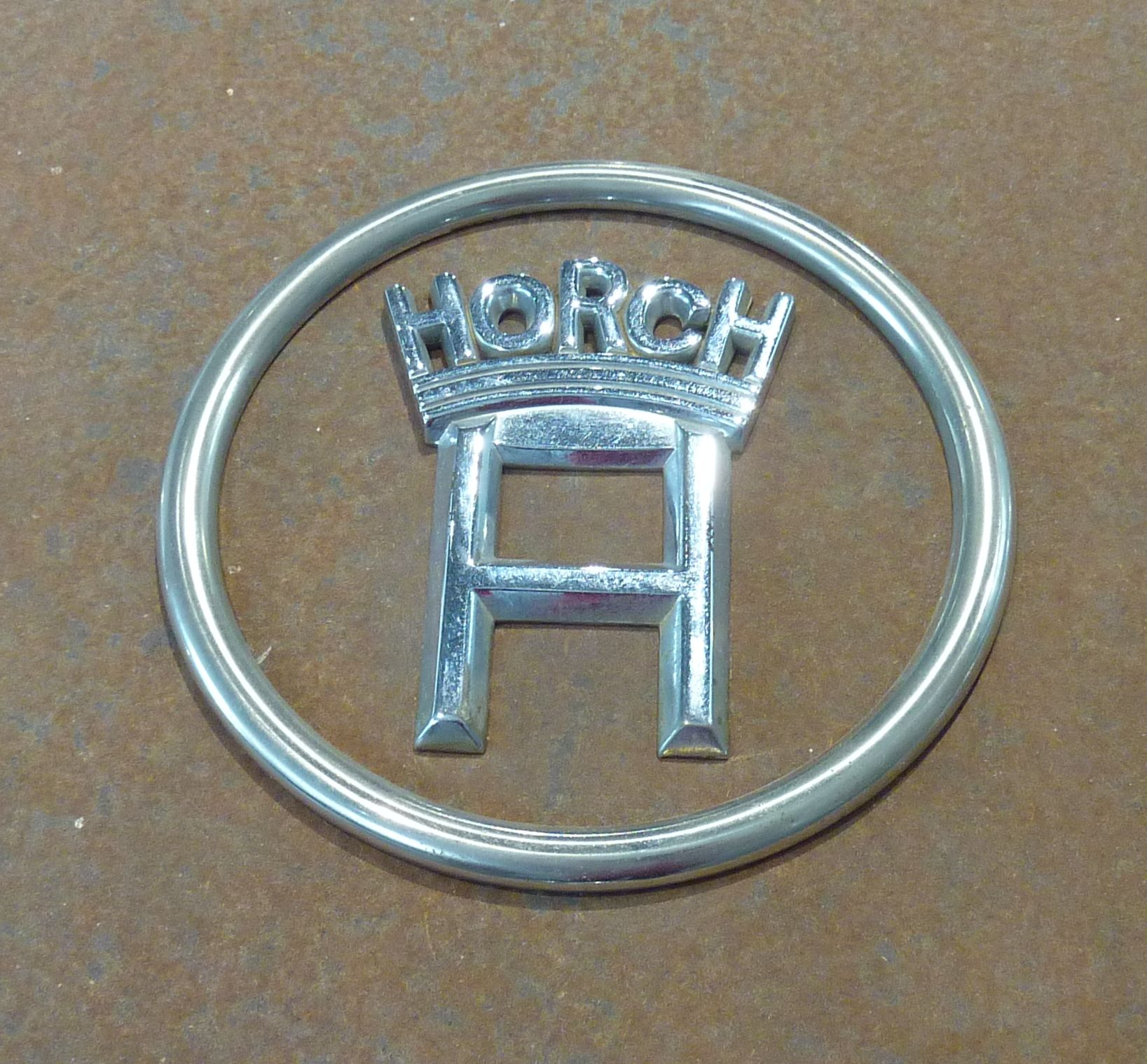
Логотип Horch
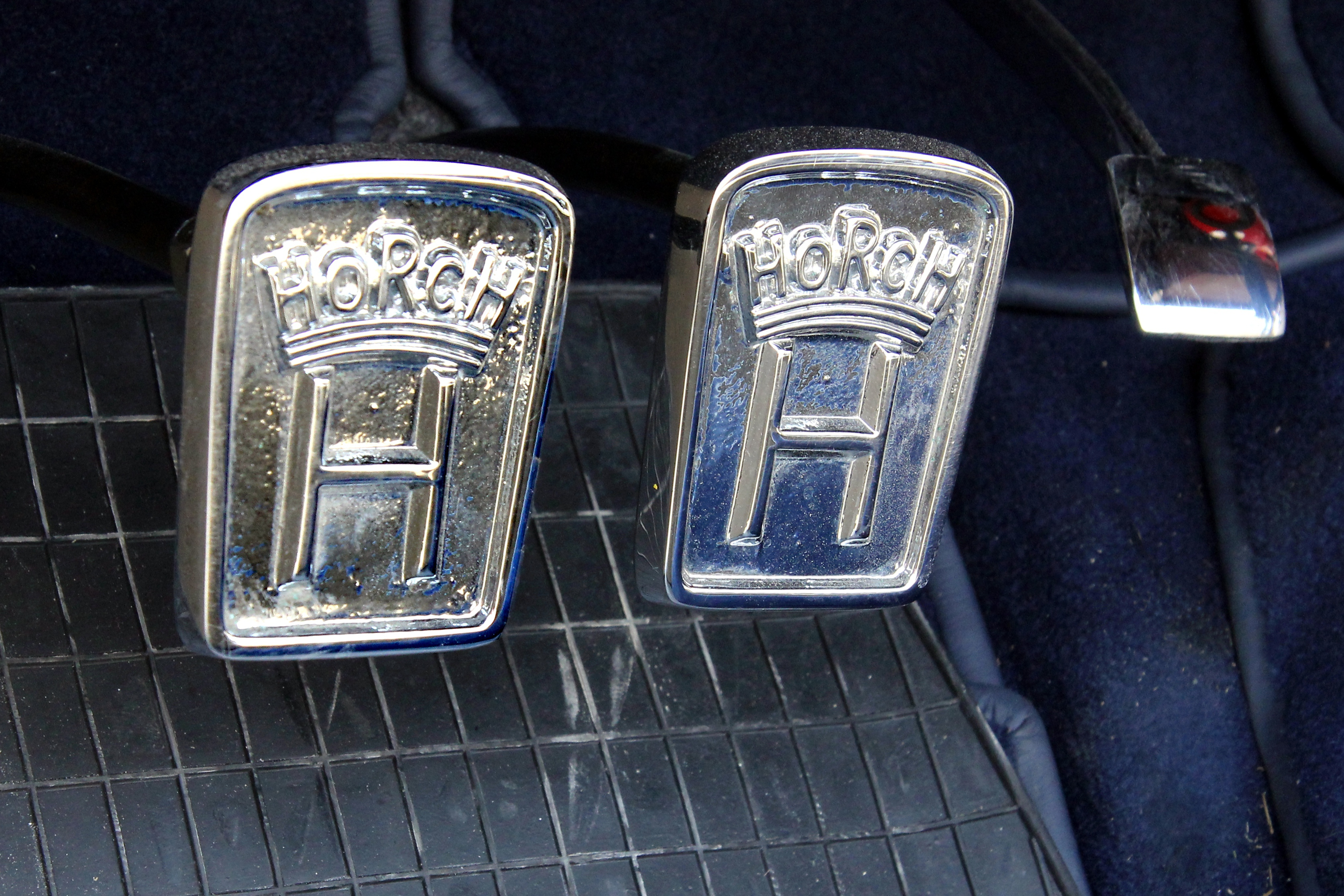
Педали Horch
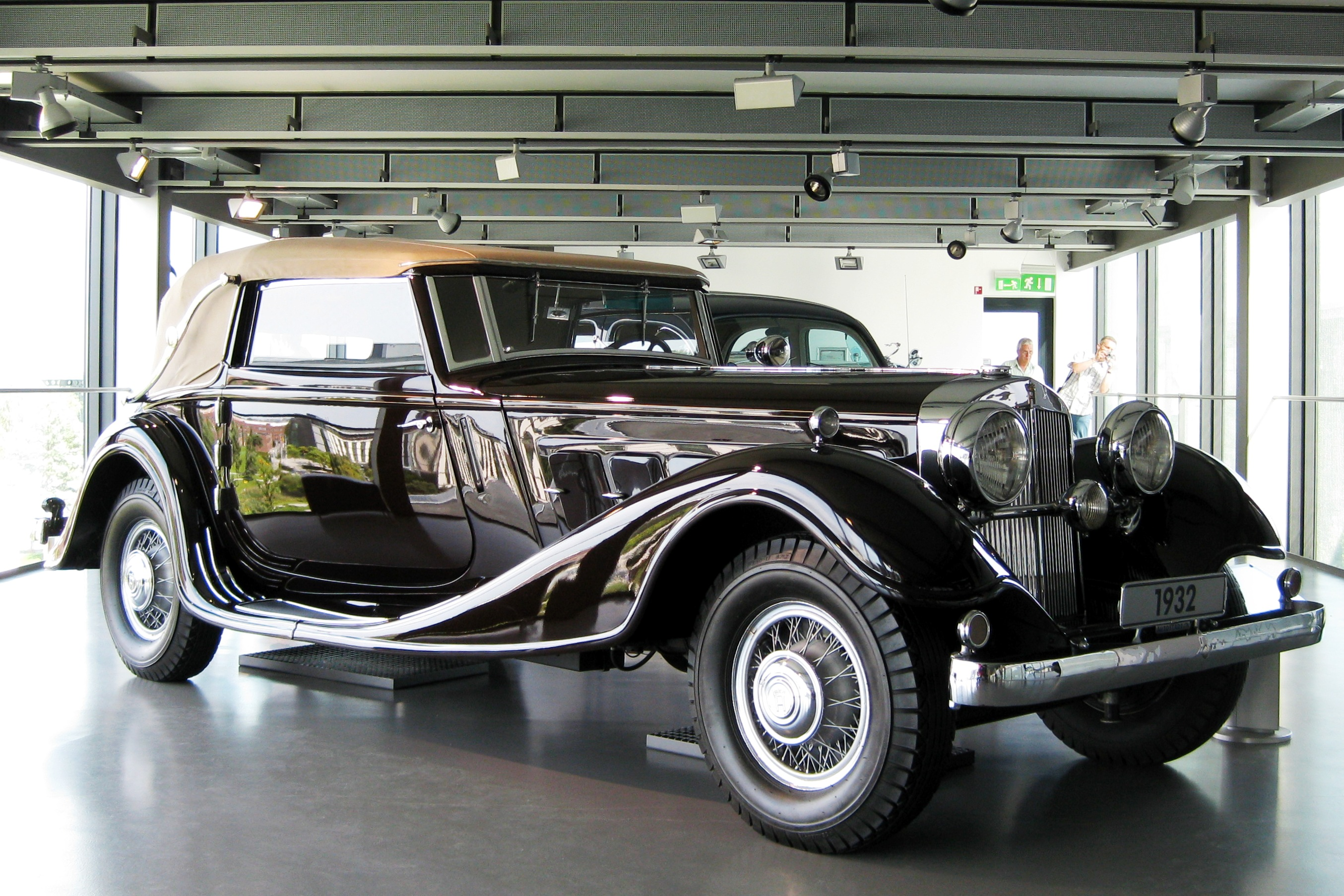
Horch 670 V12 1932
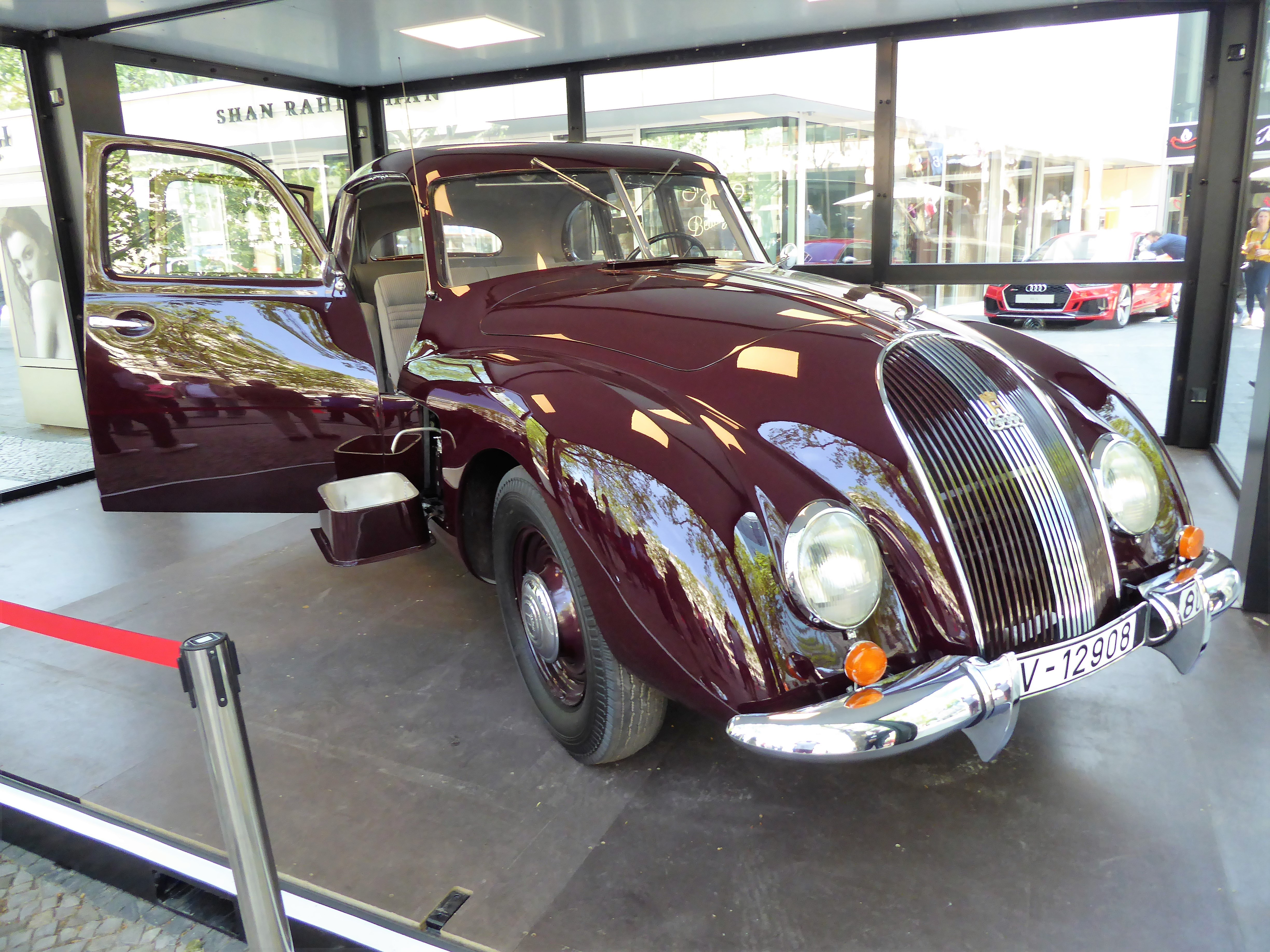
Horch 930 S Stromlinie
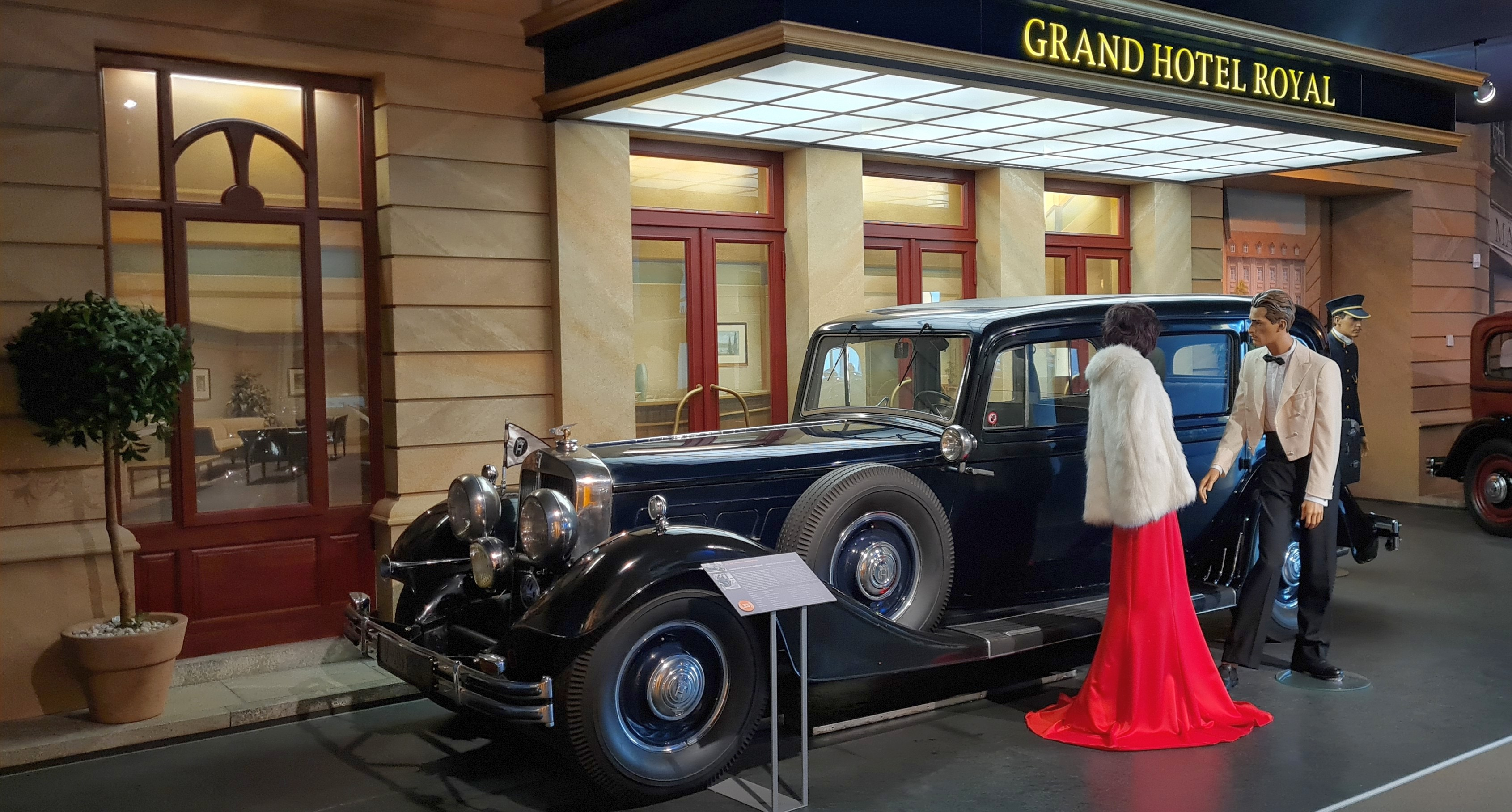
Horch 851 Pullmanlimousine
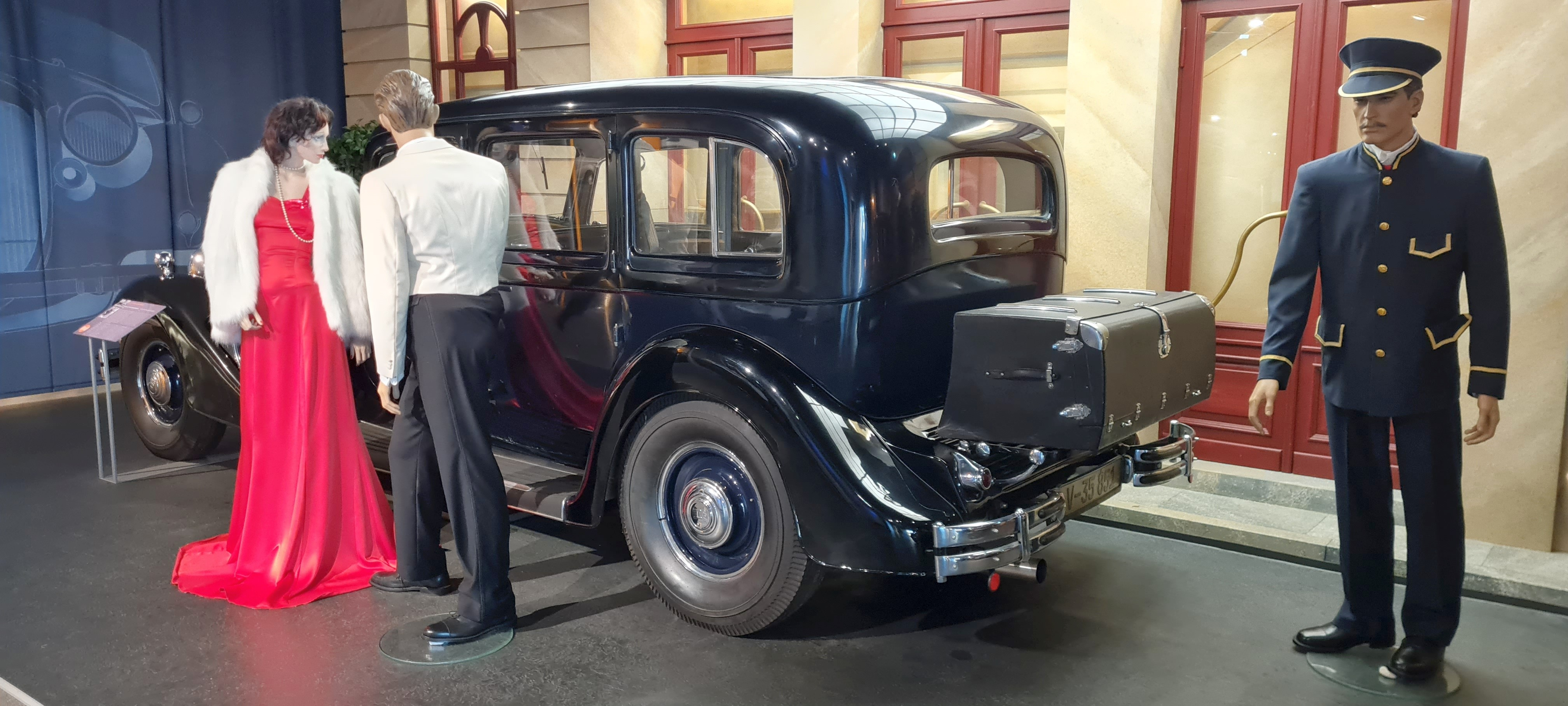
Horch 851 Pullmanlimousine
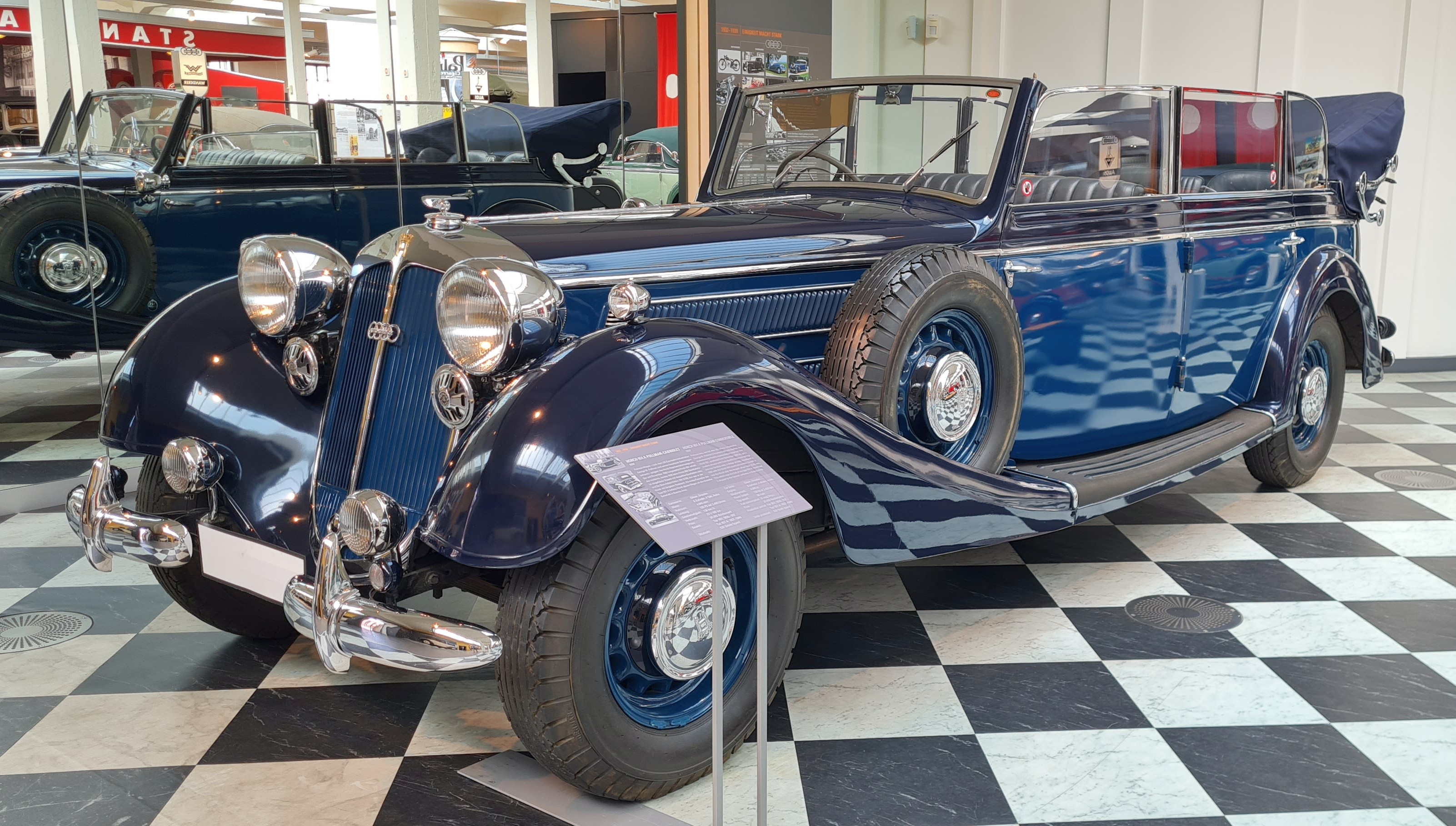
Horch 951 A Pullman-Cabriolet
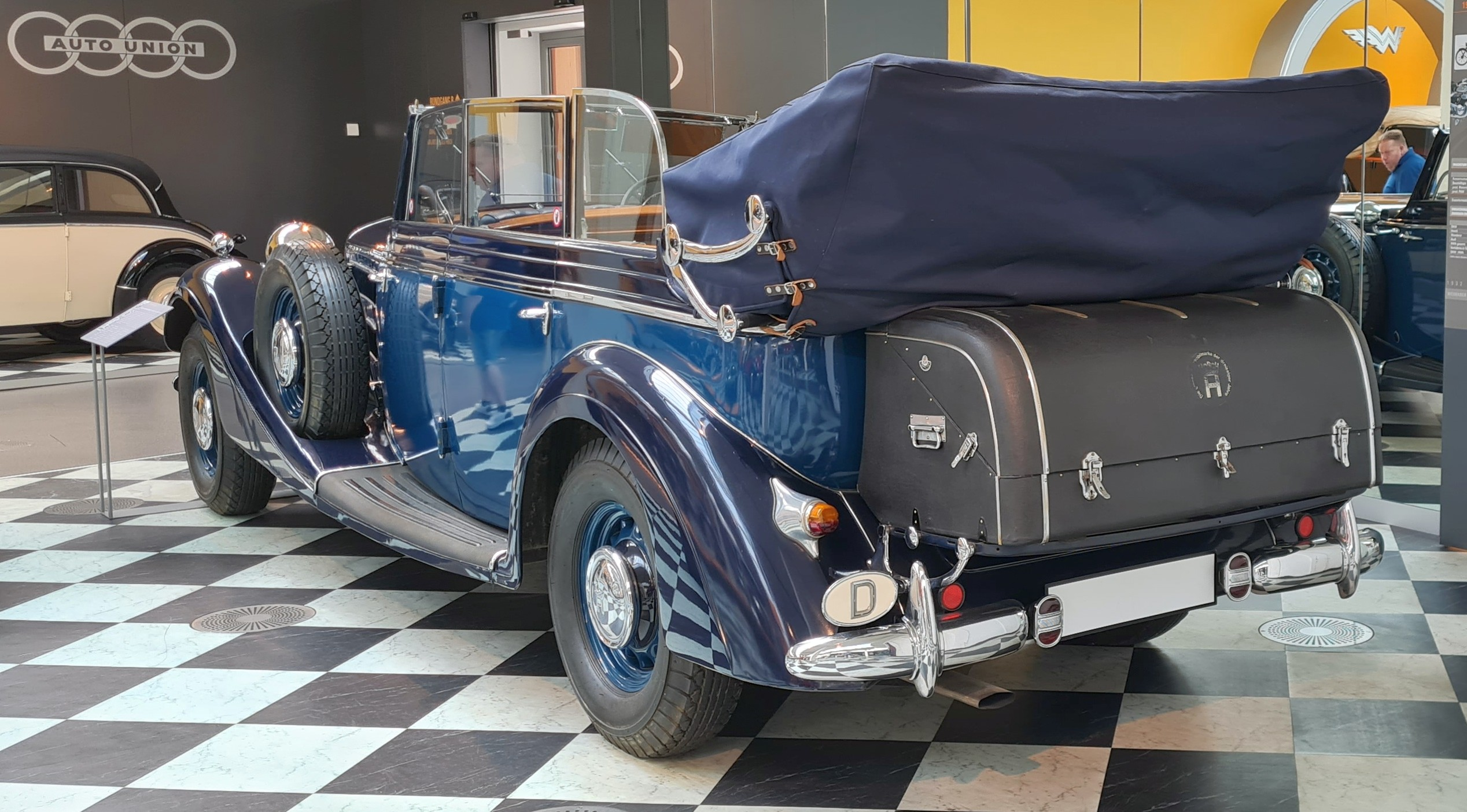
Horch 951 A Pullman-Cabriolet
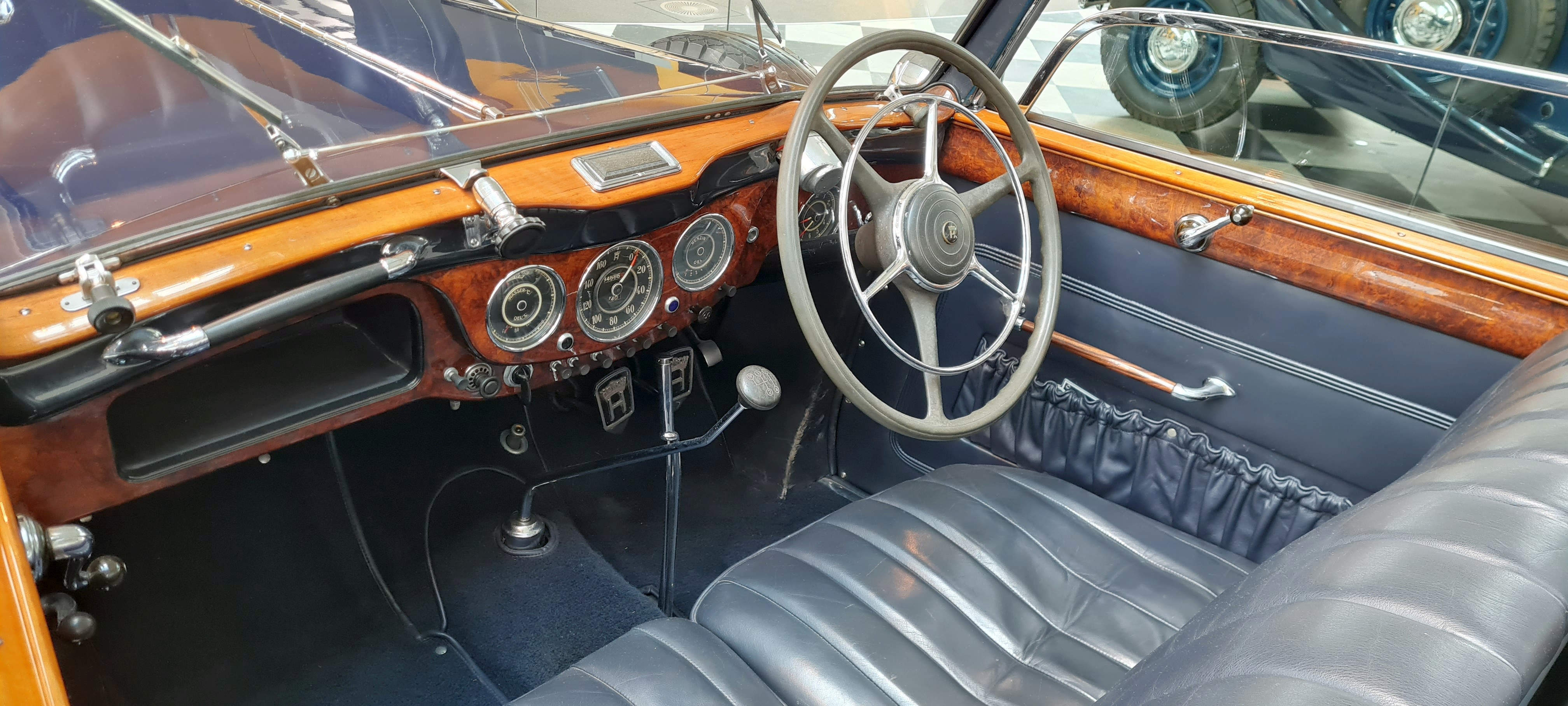
Интерьер Horch 951 A Pullman-Cabriolet
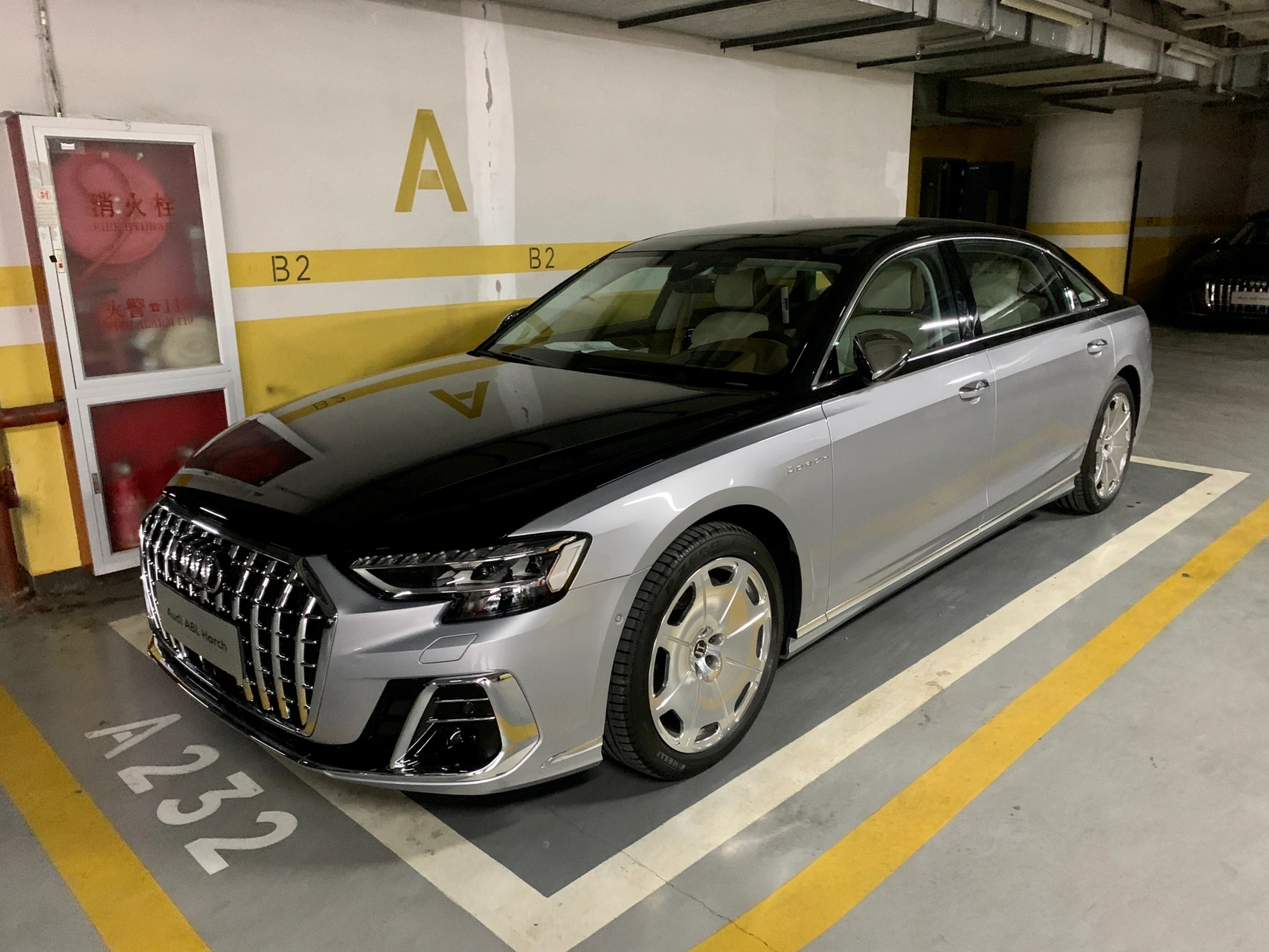
Audi A8L Horch
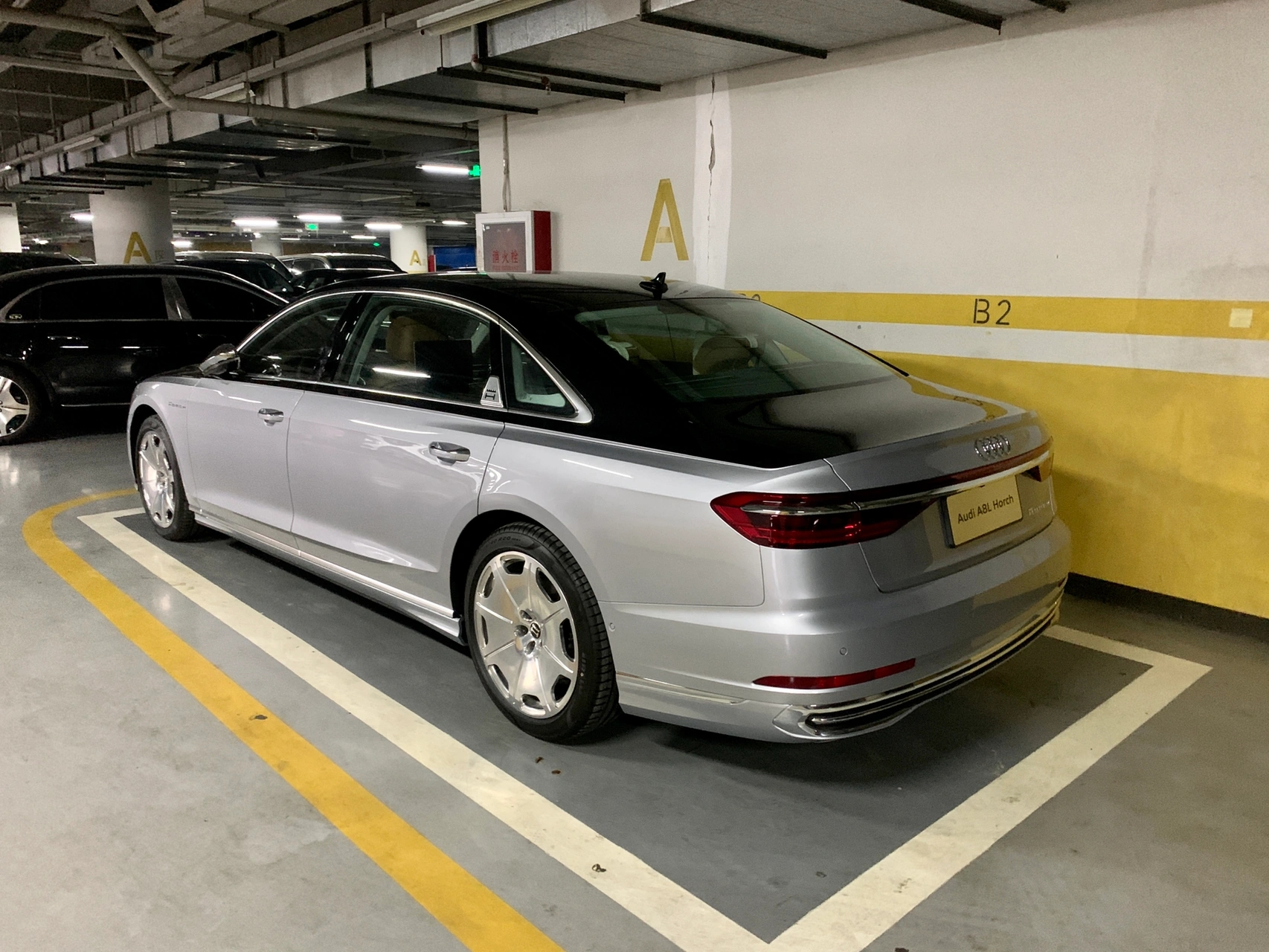
Audi A8L Horch
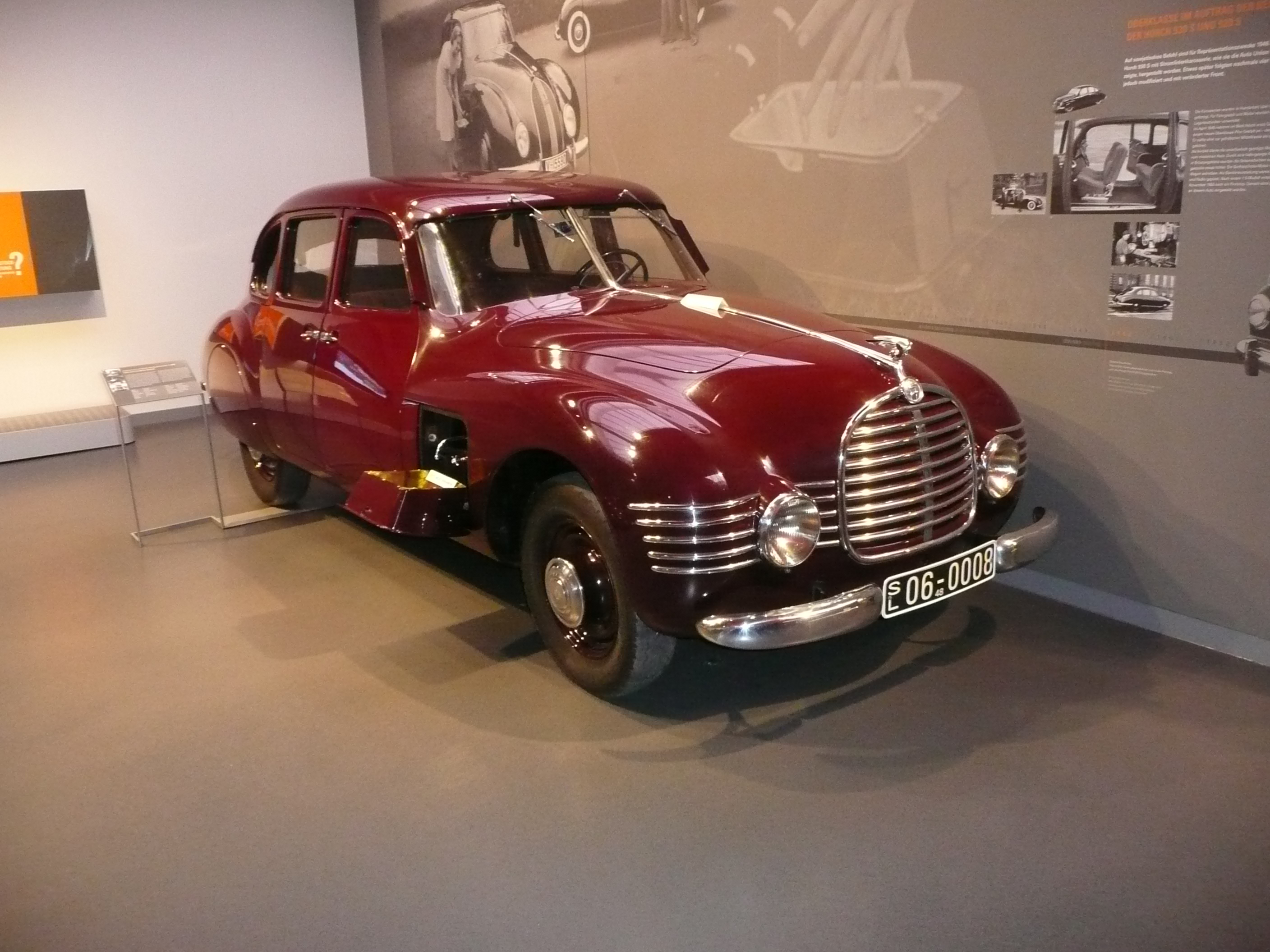
Horch 930S Stromlinienlimousine
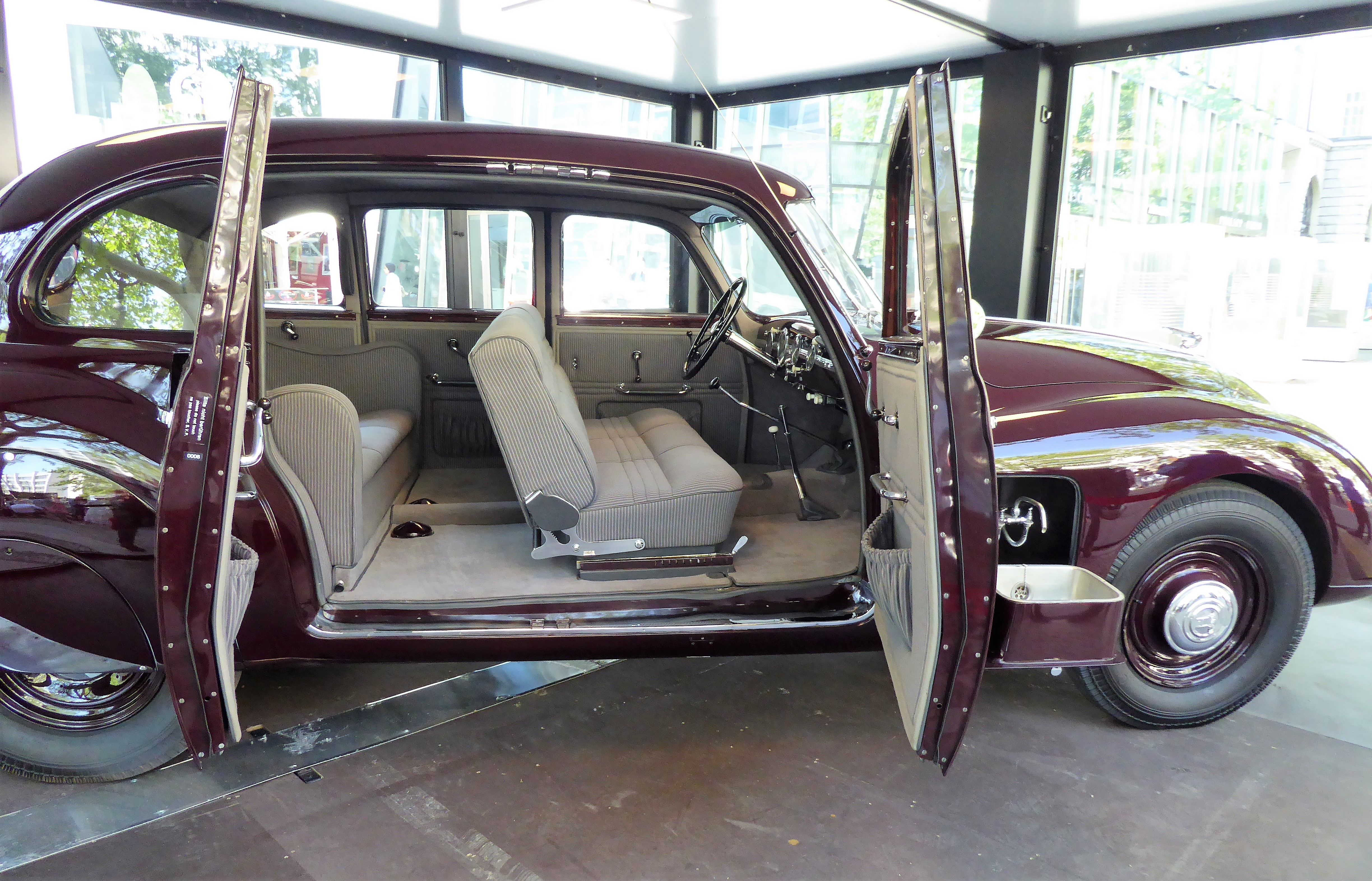
Horch 930S Stromlinienlimousine
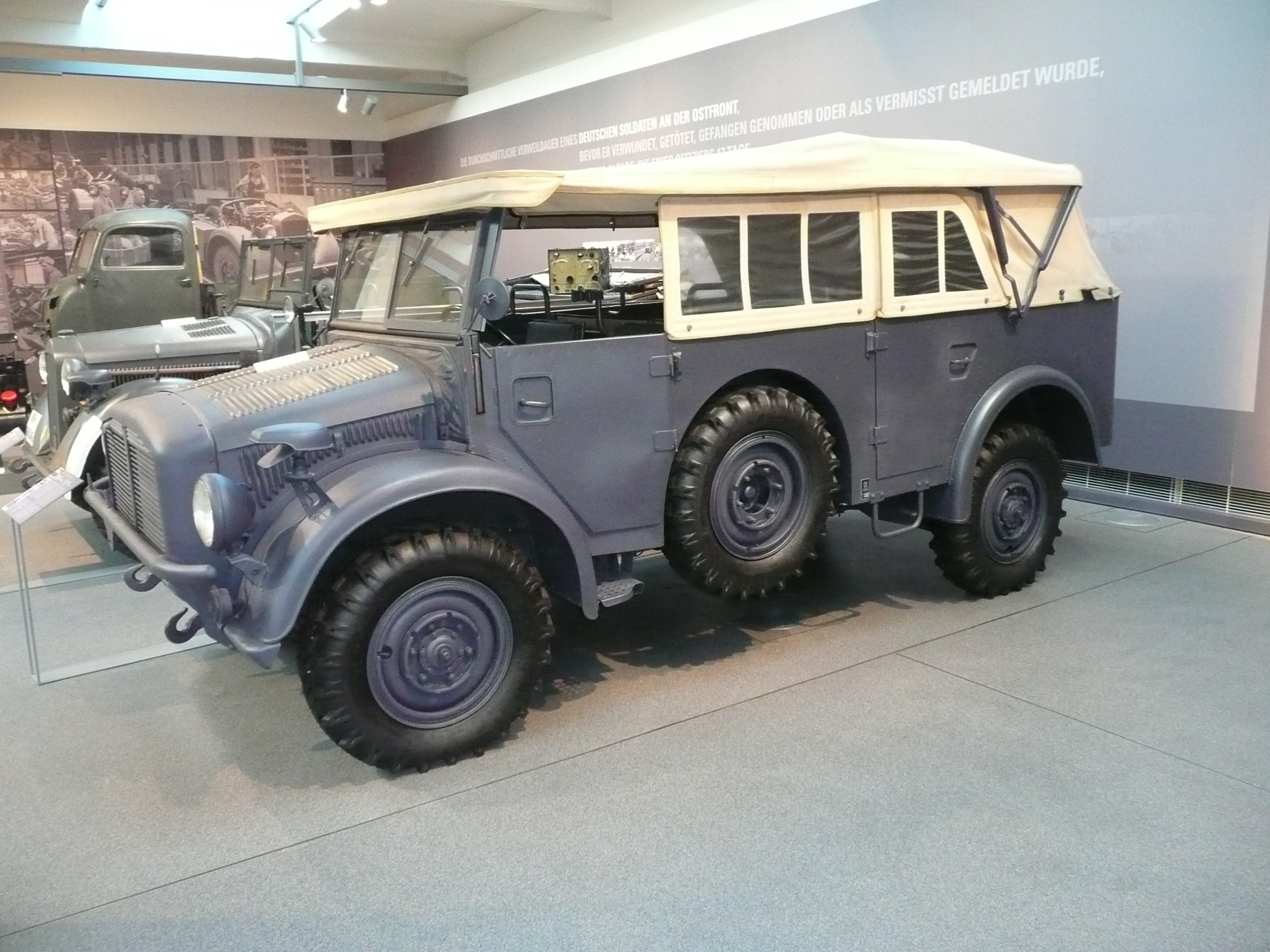
Horch 108 Geländewagen
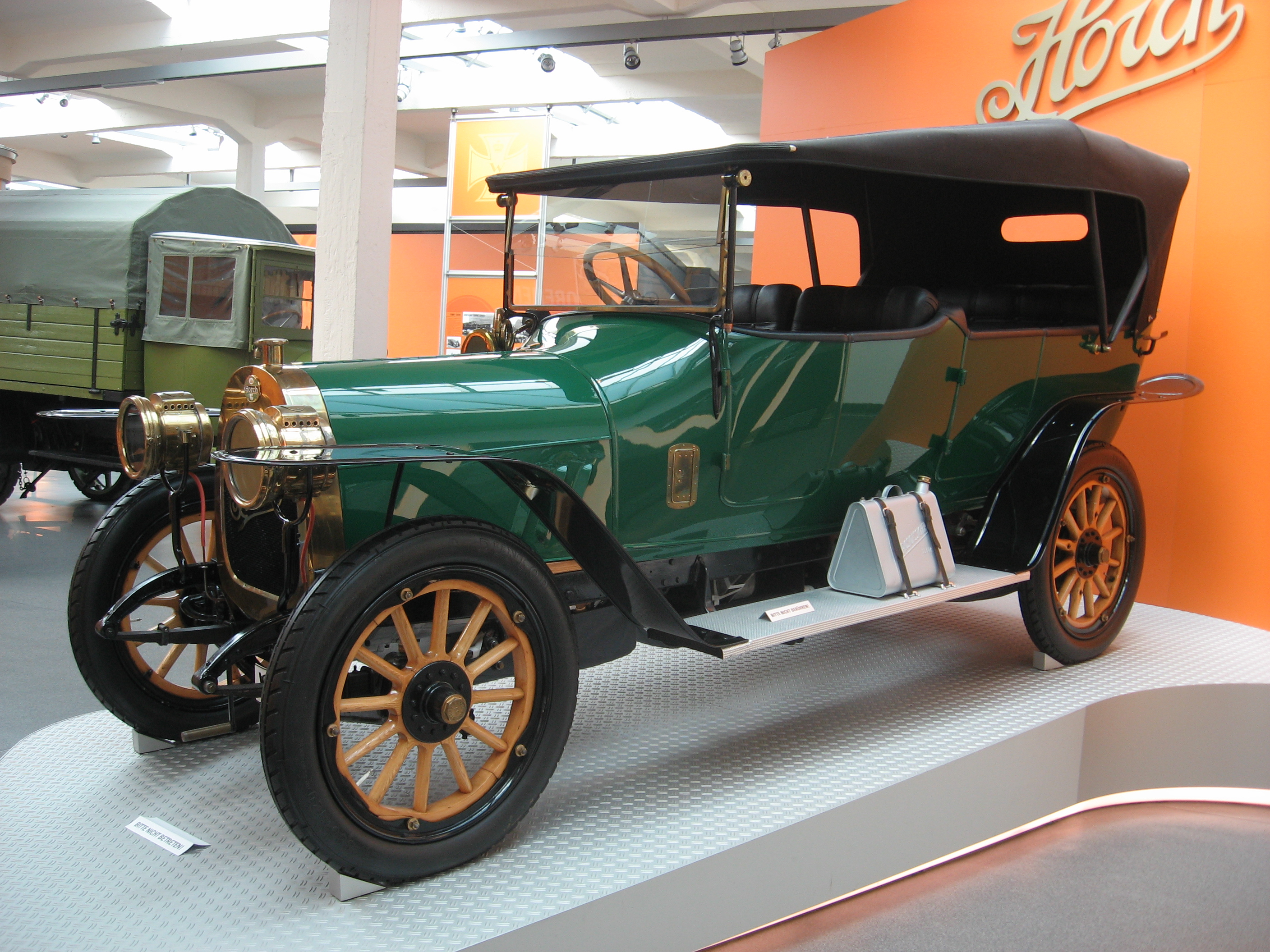
Horch 12-28 PS
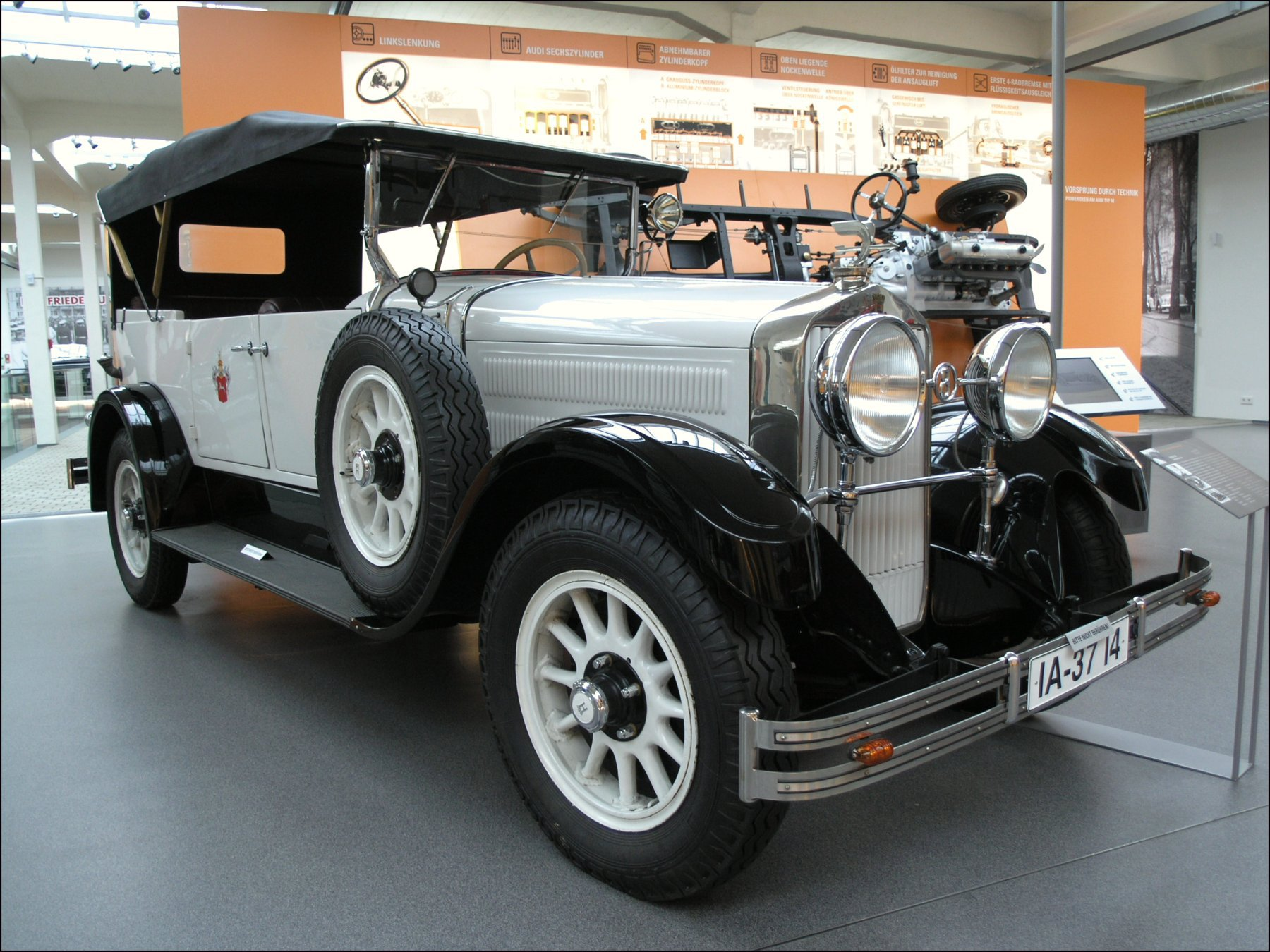
Horch 350
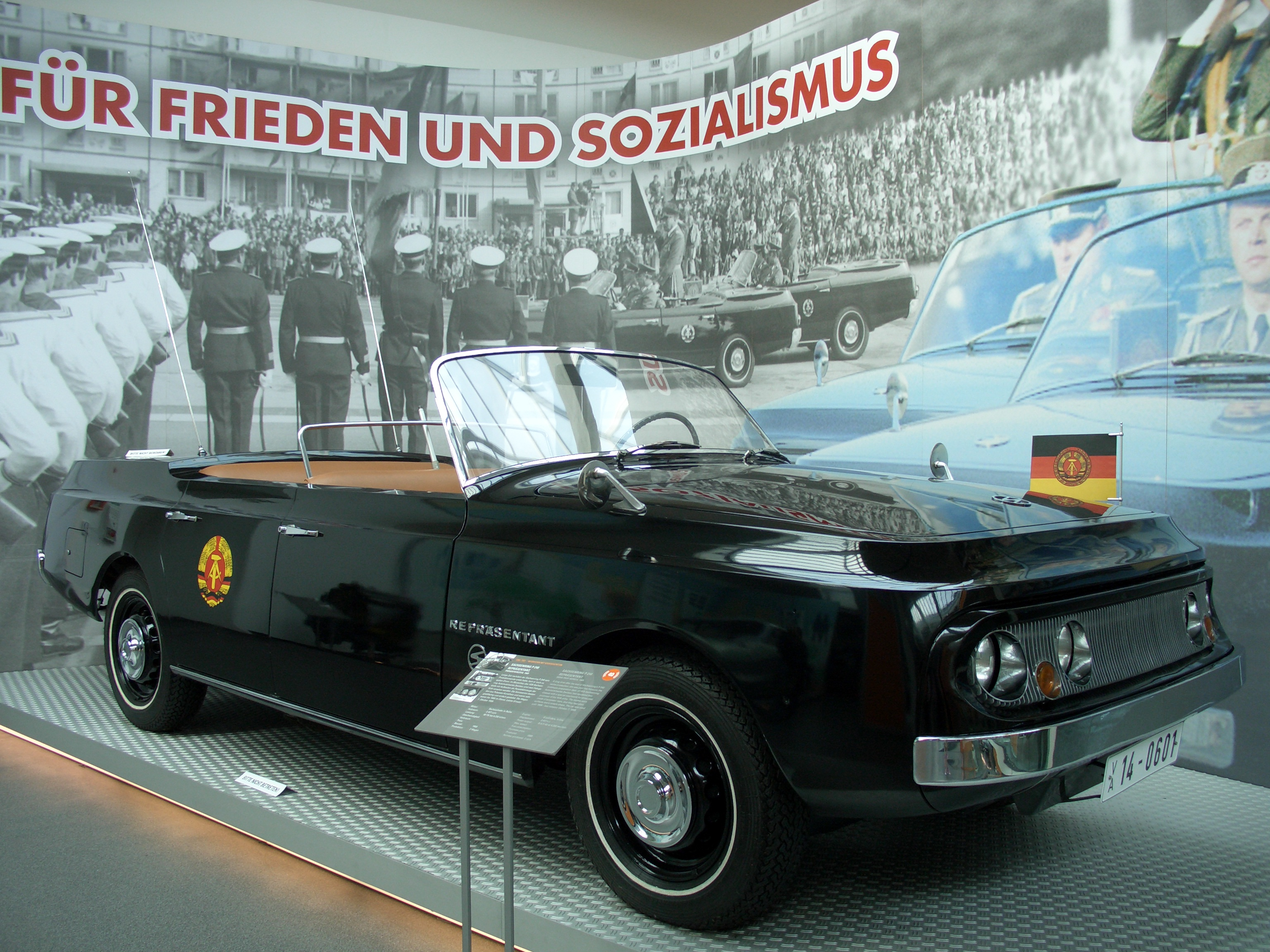
Horch Сoncept
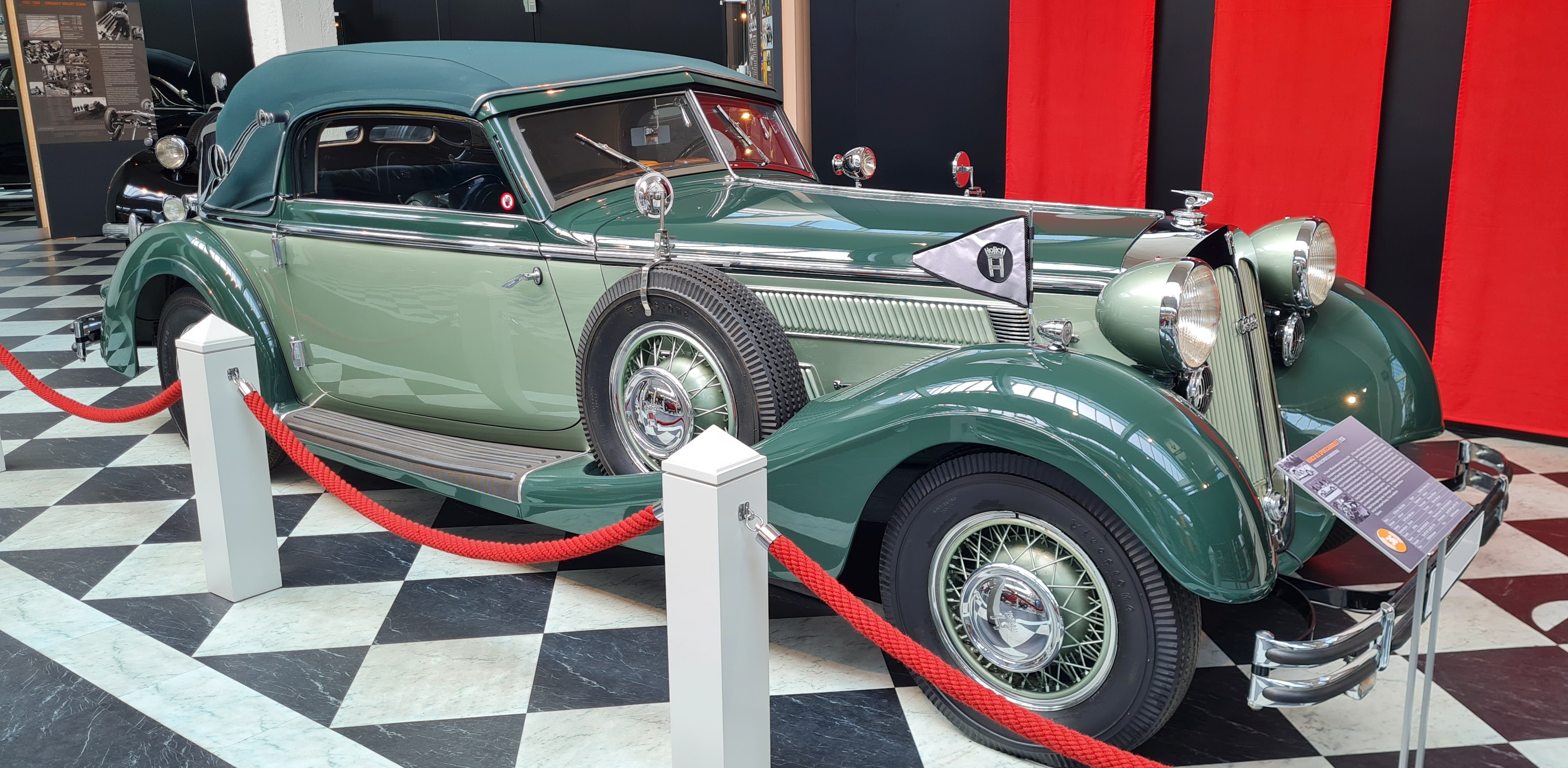
Horch 853 Sportcabriolet
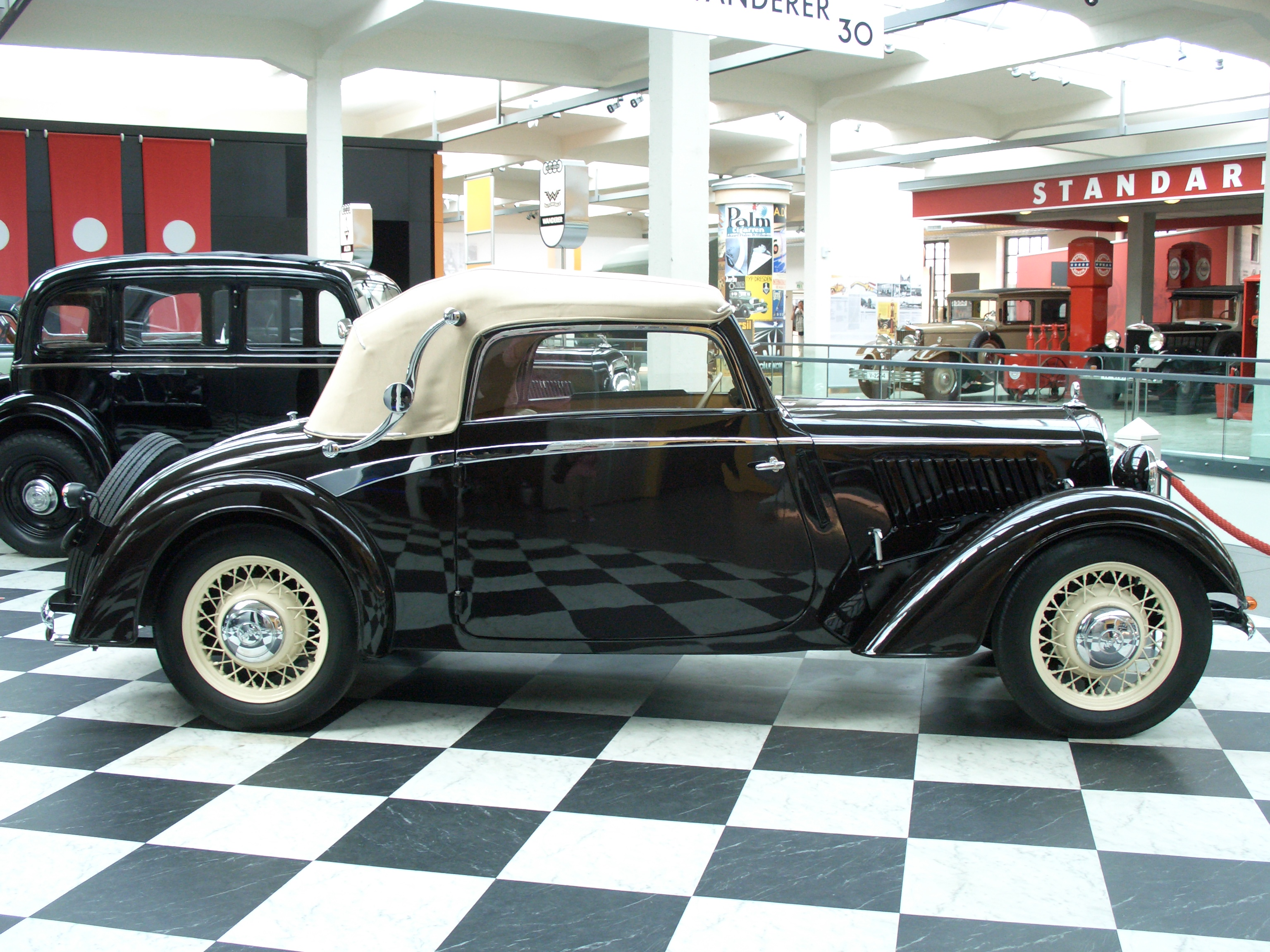
Horch Sportcabriolet
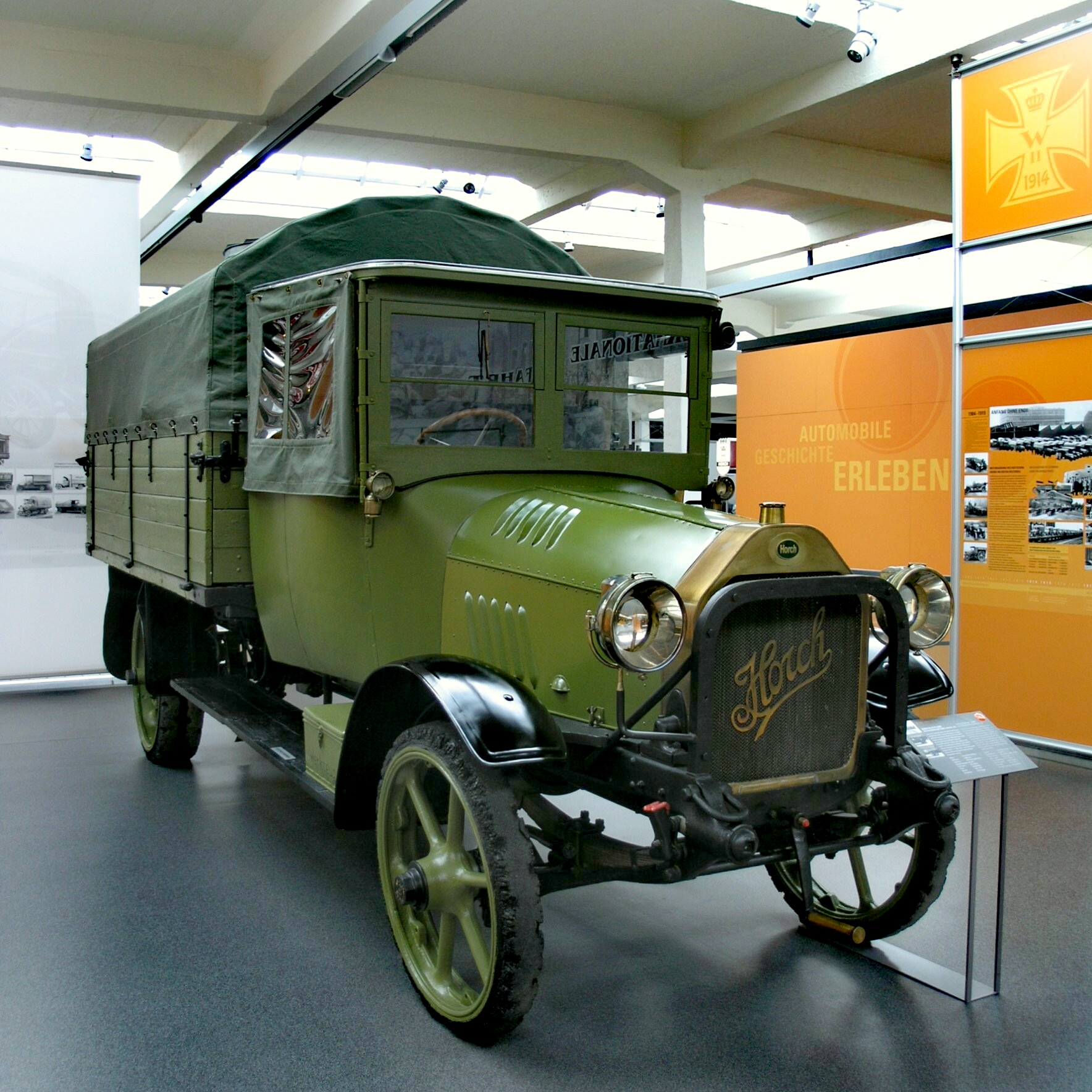
Horch 25 42 PS LKW
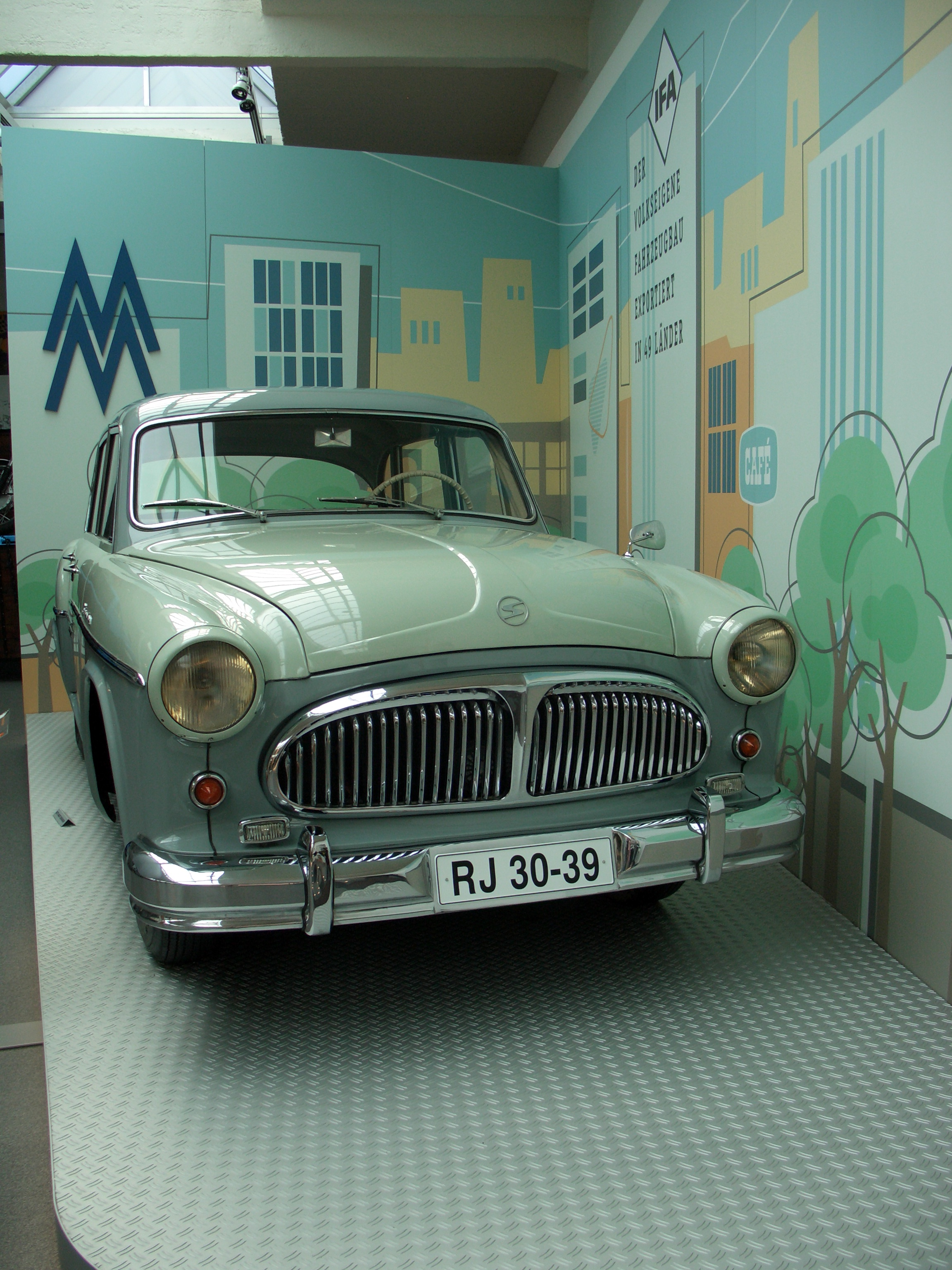
Horch Concept